# اکنیستاس
اکنیستاس (به لاتین: Aknystos) یک منطقهٔ مسکونی در لیتوانی است که در شهرستان اوتنا واقع شده‌است.

## خصوصیات
اکنیستاس ۴۴۱ نفر جمعیت دارد.